# Monteros

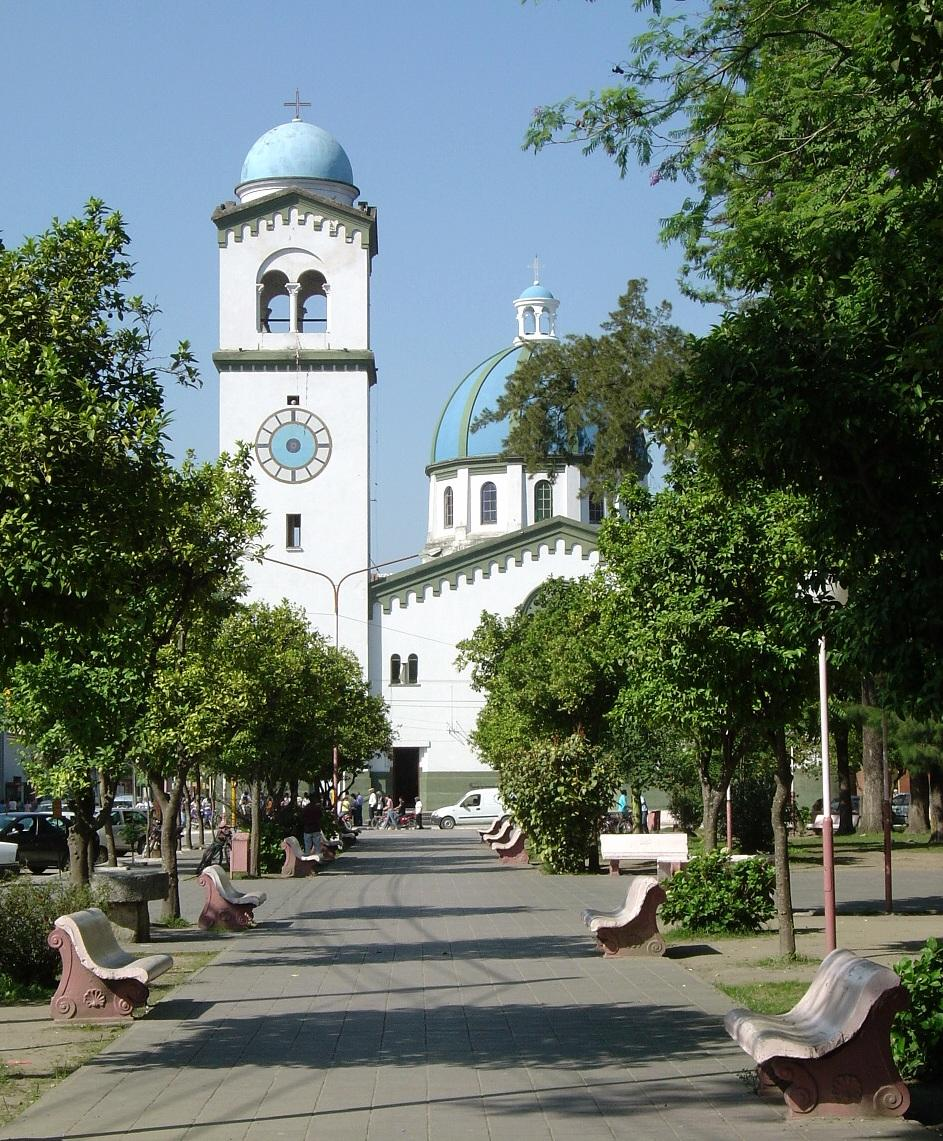
Plaza principal e Iglesia Nuestra Señora del Rosario.

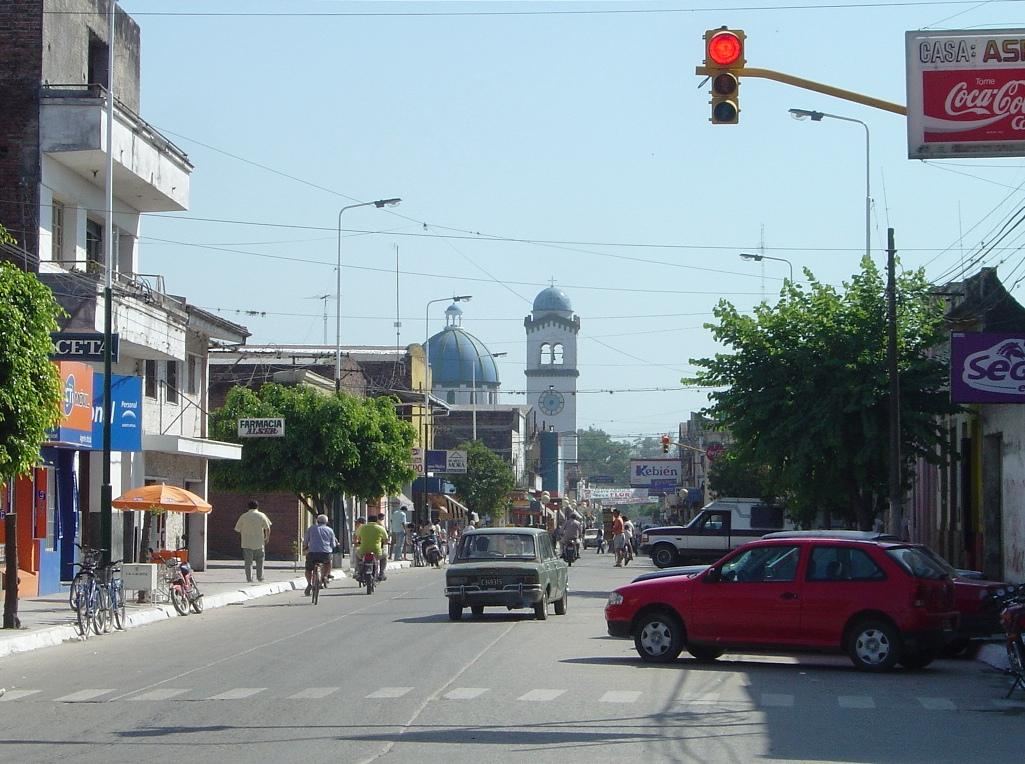
Calle Cristóbal Colón, principal arteria comercial de la ciudad.

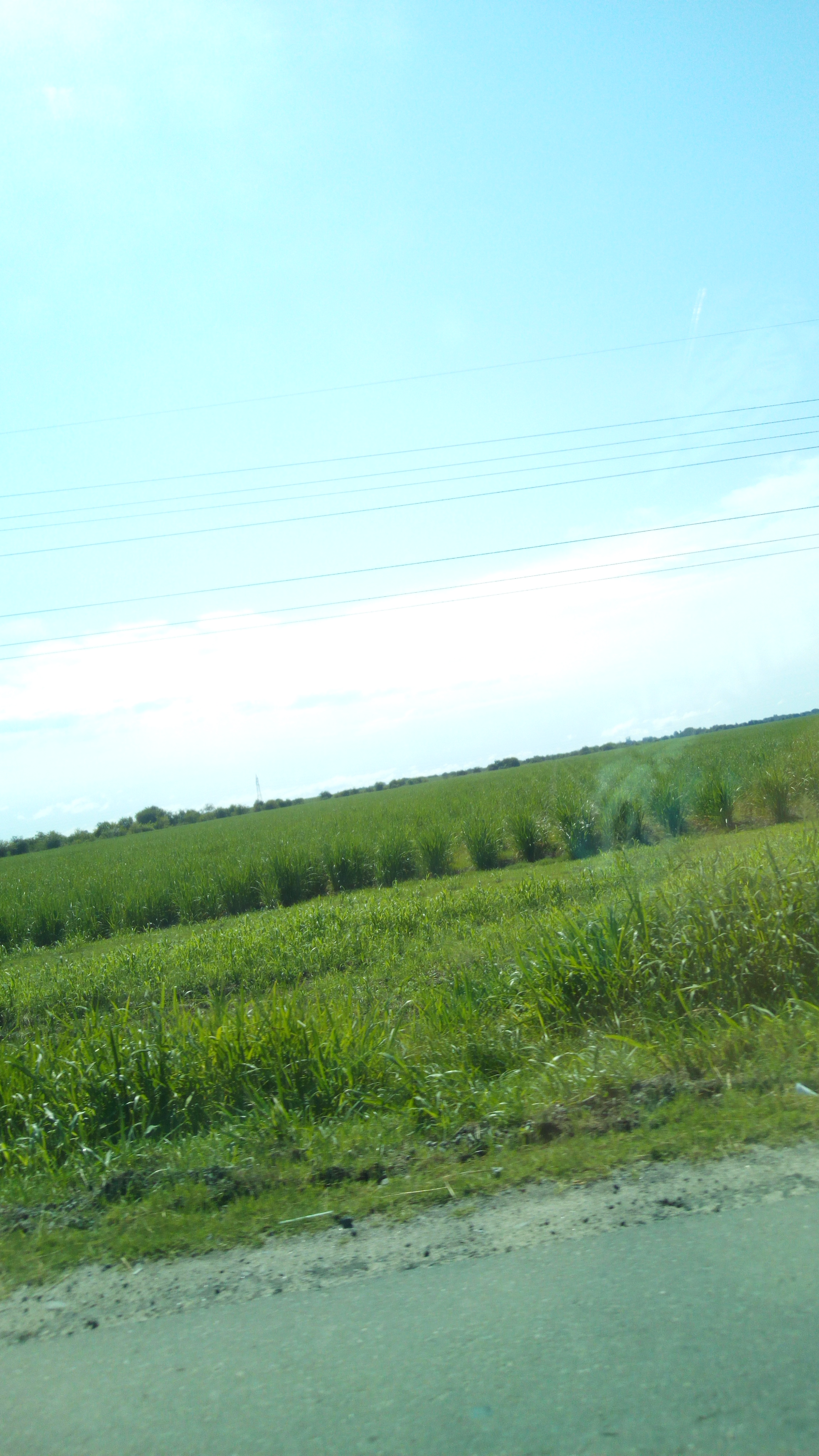
Plantación de caña de azúcar en la zona de Monteros.

Monteros es una ciudad argentina ubicada en el sureste de la provincia de Tucumán.

## Historia
La ciudad nació el 28 de agosto de 1754 cuando el gobernador de las Armas, Felipe Antonio de Alurralde, tomó posesión de los terrenos donde se asienta actualmente. Mucho antes de dicha fecha, Monteros ya existía como caserío o pequeño pueblo. Los primeros pobladores fueron habitantes de la antigua Ibatín, primera fundación de San Miguel de Tucumán, zonas aledañas y de los parajes cercanos de los Costillas, los Rojos y otros, todos descendientes de los primeros colonizadores.
Monteros finalmente adquirió el rango de municipalidad el 12 de diciembre de 1867 y su primer intendente fue Domingo Segundo Aráoz. Desde siempre ha sido una de las localidades más destacadas y prósperas del sur tucumano por su vida cultural, educativa y comercial, siendo actualmente la tercera ciudad de mayor importancia en la provincia, después de San Miguel de Tucumán y Concepción.
Cerca de Monteros se encuentra la localidad de Acheral, a través de la cual se accede a los mundialmente conocidos Valles Calchaquíes.

## Población

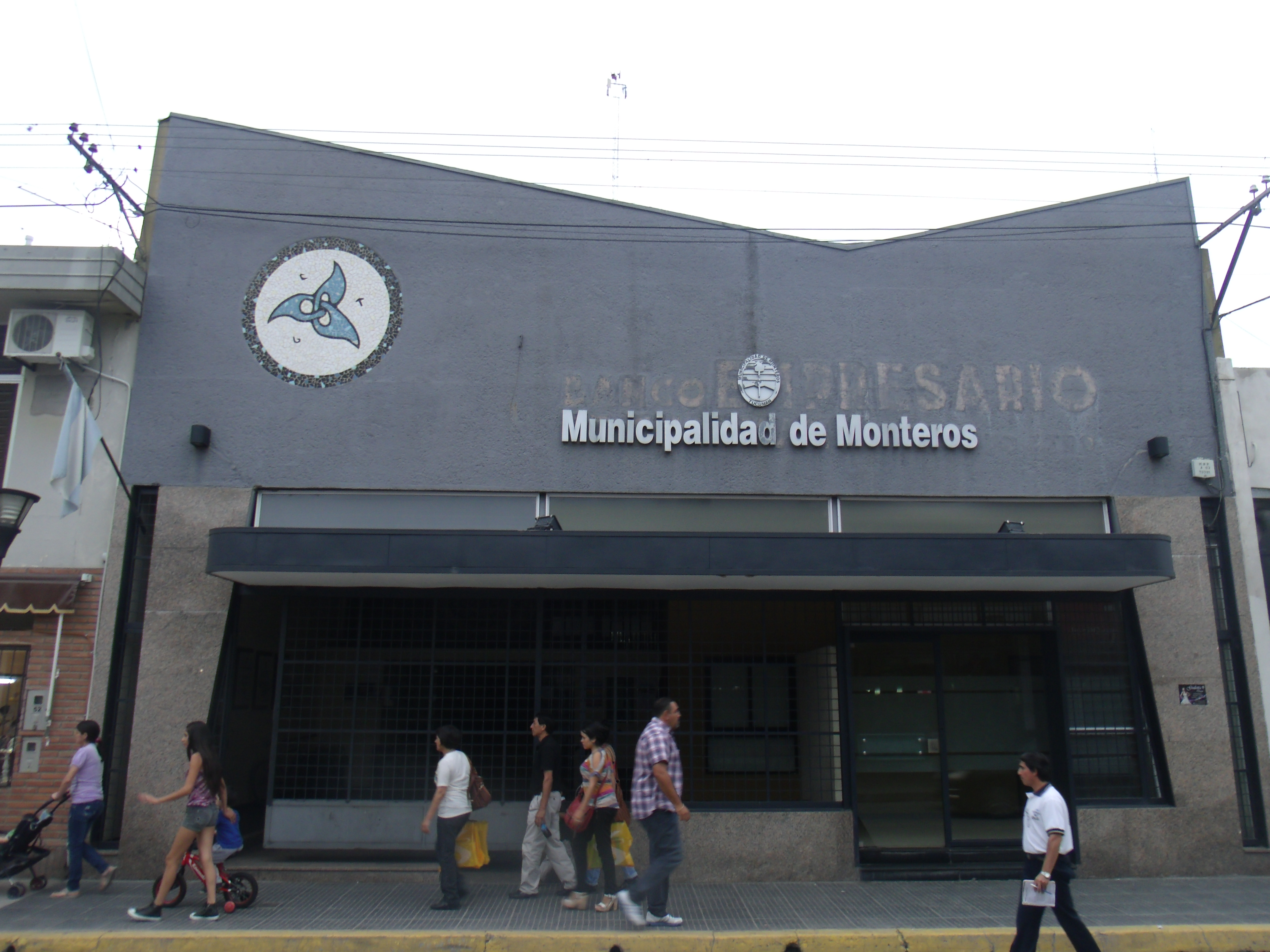
Sede de la Municipalidad de Monteros en calle Colón

Cuenta con 23,274 habitantes (Indec, 2010), lo que representa un incremento del 4,6% frente a los 22,236 habitantes (Indec, 2001) del censo anterior.
| Gráfica de evolución demográfica de Monteros entre 1960 y 2010 |
|                                                                |
| Fuentes: INDEC                                                 |

## Toponimia
El origen de su nombre posee varias versiones. Una versión sugiere que algunos pobladores del antiguo San Miguel, ubicado en el paraje conocido como Ibatín en la actualidad, se negaron a trasladarse a la nueva ubicación y se declararon en rebeldía, refugiándose en los montes cercanos. De ahí habría derivado el apelativo de Monteros, es decir, aquel que vive o se cría en el monte. Una segunda versión señala que los habitantes del primitivo San Miguel de Tucumán fundaron Monteros el 4 de octubre de 1865 con la denominación de ciudad del Santísimo Rosario de los Monteros. 
Hubo tres intentos de cambiar el nombre de la ciudad. En 1828 y 1832 se trató de cambiar su denominación por la de Villa Belgrano. El caso más exótico se dio también en 1832 cuando el entonces gobernador de la provincia, Alejandro Heredia, pretendió rebautizar a la ciudad con el nombre de Alexandría, en honor a sí mismo.

## Economía
La industria azucarera constituye el pilar fundamental de la economía local. El Ingenio Ñuñorco (fundado el 9 de junio de 1929) es el establecimiento industrial más importante de la ciudad. La zona rural circundante constituye la zona por excelencia para el cultivo de caña de azúcar. El trabajo de las familias en la producción de caña de azúcar es clave para el crecimiento económico, se  construyen así representaciones culturales, costumbres y tradiciones familiares fundadas sobre este particular cultivo. Esta última singularidad distingue la producción cañera tucumana.
Las labores culturales abarcan varios cuidados: la aplicación de uno o dos riegos cuando asoman los primeros brotes, la limpieza permanente de los surcos con azada y espacios intermedios con arados livianos, dos o tres aporques (arrimar tierra al pie de las plantas), controlar el riego de faltar las lluvias y la remoción constante de malezas, parte más costosa del cultivo y que se realiza durante los calurosos meses estivales. La caña comienza a tener buen rendimiento al año de plantada. La plantación y la cosecha coinciden entre junio y septiembre. La zafra comprende tres operaciones: corte, pelada y acarreo. En las primeras, intervienen hombres, mujeres y niños, mientras que el acarreo se realiza en carros y carretas tirados por bueyes y mulas. Los zafreros voltean la caña con una “macheta”, luego la pelan y la despuntan con grandes cuchillos. El pago se realiza al tanto la tonelada, debiendo entregar la caña pelada, despuntada y en brazadas “a la rueda”, es decir, al carrero, quien la recibe y la acondiciona. Los altos costos de cultivo y cosecha vuelven crítica la situación de los cañeros “chicos” –que cultivan 1 a 5 hectáreas-. De esta forma, Monteros contribuye a la calidad de vida de la sociedad cañera.
El reclamo de atención sobre los aspectos sociales del desarrollo económico azucarero tucumano insiste sobre el desamparo de los pequeños plantadores frente a quienes tienen miles de surcos, cañeros independientes o industriales. Mientras tanto, los agrónomos plantean, sin éxito, la diversificación de la producción para evitar los riesgos del monocultivo. La mayor objeción a esta prédica surge de la inexistencia de un cultivo alternativo que otorgue el mismo nivel de ingresos por hectárea, especialmente a todos los propietarios del elevado número de pequeñas y medianas explotaciones.
En estos años, ni el uso de fertilizantes, ni la mecanización alcanzan difusión significativa, más allá de los estudios que indican la conveniencia de los abonos –subsisten los tradicionales como el estiércol de animales– y el ahorro de jornadas de trabajo a partir de la inclusión de tractores, limón, arándano y frutilla en la provincia.

## Cultura y tradiciones

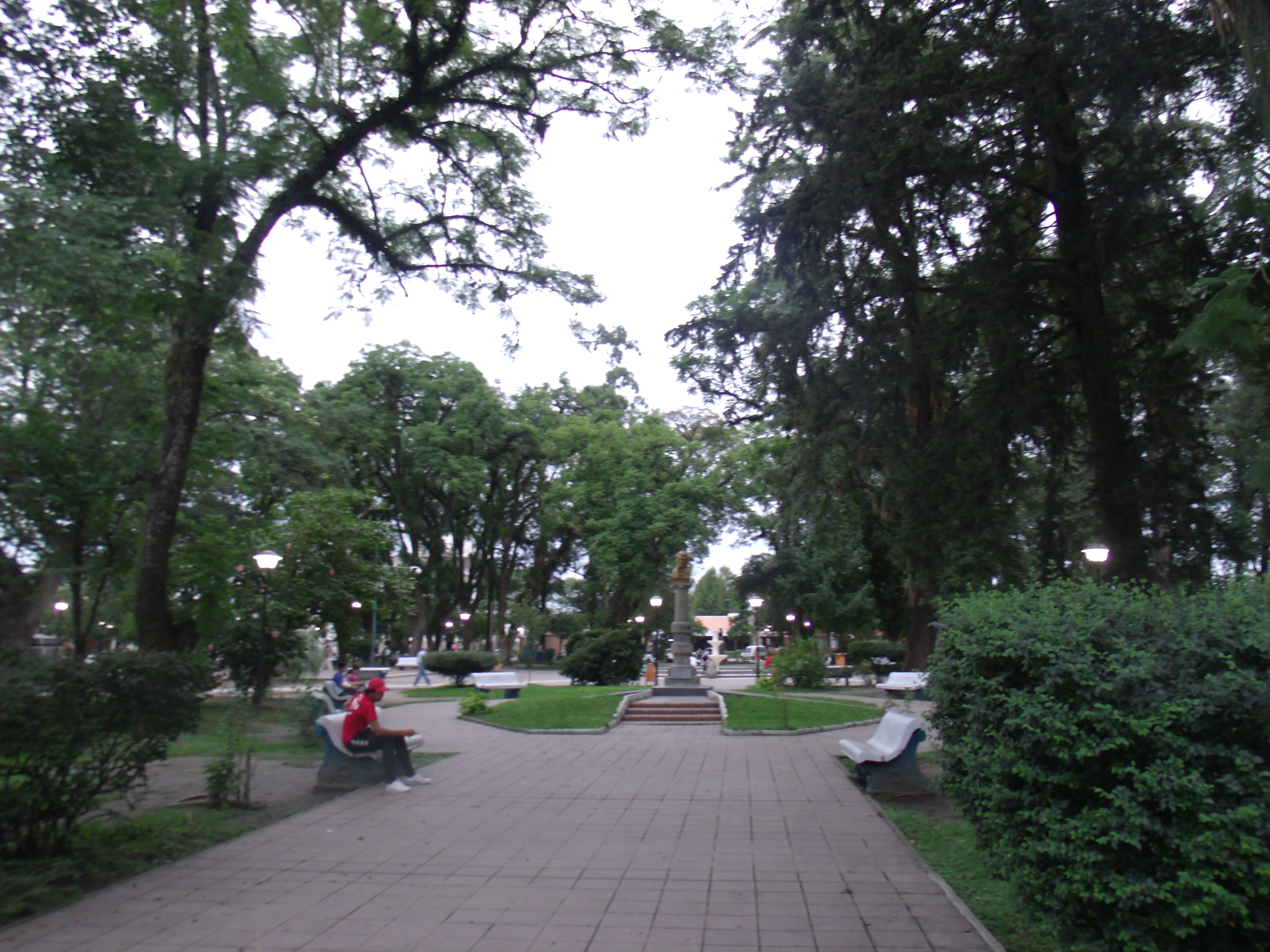
Arboleda en la parte central de la plaza Bernabé Aráoz, Monteros.

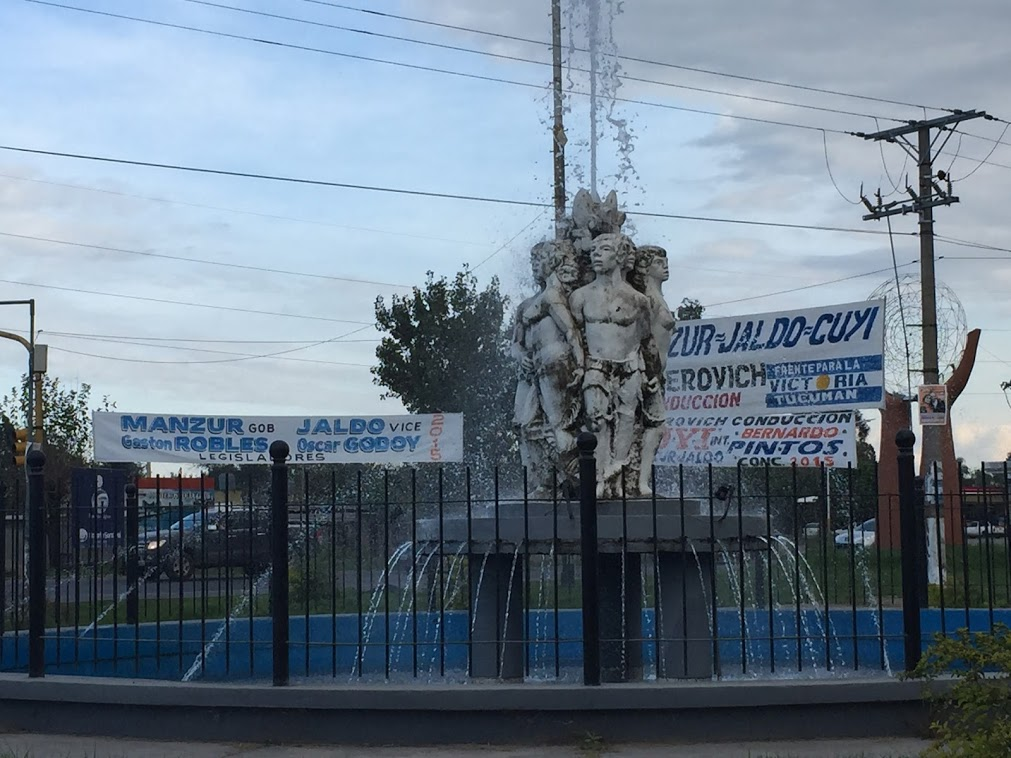
Fuente de entrada a Monteros

La ciudad también es conocida como "La fortaleza del folclore", con la cual se conoce también a su renombrado festival de música folclórica argentina "Monteros de la Patria, Fortaleza del Folclore". Además es nombrada como capital nacional de la poesía, la randa, y en otras poblaciones del departamento se la llama la capital nacional del pesebre.

## Deportes
Monteros cuenta con exponentes deportivos a nivel nacional; el Club Social Monteros fue el campeón de la temporada 2004/05 de la liga Argentina de Clubes de Vóley. En el ámbito futbolístico se destaca el Club Atlético Ñuñorco, que lleva ese nombre en honor al cerro homónimo visible desde la localidad.

## Personalidades
- Julio Argentino Roca (Monteros, Tucumán, 17 de julio de 1843 – Buenos Aires, 19 de octubre de 1914) fue un político, militar y estadista argentino, artífice de la Conquista del Desierto, dos veces Presidente de la Nación -entre 1880 y 1886 y entre 1898 y 1904- y máximo representante de la Generación del Ochenta, que dirigió la política argentina durante más de treinta años a través del Partido Autonomista Nacional, tejiendo complejos sistemas de alianzas con distintas fuerzas, lo que le valió el mote de "el Zorro".
- Bernabé Aráoz (Monteros, 1776 - Trancas, 24 de marzo de 1824) fue un militar y político argentino, gobernador y caudillo de la provincia de Tucumán durante las décadas de 1810 y 1820.
- José Graciano Sortheix fue gobernador entre 1928 y 1930, y Rector de la Universidad Nacional de Tucumán.
- Julio Ardiles Gray (Monteros, 8 de mayo de 1922 – Buenos Aires, 19 de agosto de 2009) fue un escritor de narrativas que incursionó también en el periodismo.
- Juan Zelarayán, militar que actuó en la guerra del Brasil y la campaña de Rosas al Desierto, ejecutado en 1838 por conspirar contra Juan Manuel de Rosas.
- Electo Urquizo, fundador de la ciudad bonaerense de Los Toldos, famosa por haber sido la cuna de Eva Perón.
- Emilio J. Schleh, investigador, periodista y escritor. Gerente secretario del centro azucarero Argentino.
- Isauro Arancibia, maestro y dirigente sindical. Secretario General de la Agremiación de Trabajadores de la Educación Provincial y fundador de CTERA, de la que fue su primer Secretario General Adjunto. Asesinado por un grupo de tareas en la madrugada del 24 de marzo de 1976, durante la última dictadura militar del país.
- El Payo, bandido rural que se transformó en un personaje folclórico nacional.
- Segundo David Peralta (Monteros, 3 de marzo de 1897 - visto por última vez en Chaco, 7 de enero de 1940), conocido como "Mate Cosido", fue un bandolero y por eso calificado de "delincuente" por algunos y de "benefactor" o "rebelde" por otros, que pasó a ser un célebre personaje del folclore regional del Norte argentino.
- Pacífico Díaz, médico radicado en Buenos Aires.

## Parroquias de la Iglesia católica en Monteros
| Diócesis   | Santísima Concepción                                 |
| ---------- | ---------------------------------------------------- |
| Parroquias | Sagrado Corazón de Jesús, Nuestra Señora del Rosario |